# La contadina in corte
La contadina in corte è un'opera buffa in due atti del compositore Antonio Sacchini su libretto di Niccolò Tassi. Originariamente il libretto fu scritto per Giacomo Rust, che la mise scena nel 1763 a Venezia.
Fu rappresentata per la prima volta l'8 gennaio del 1766 al Teatro Valle di Roma con Venanzio Rauzzini. 
All'epoca l'opera fu assai popolare, tant'è che fu ripresa fino agli anni ottanta del Settecento almeno una ventina di volte in diverse città europee, fra cui la stessa Roma e Varsavia. Alcune arie dell'opera furono eseguite anche a Londra nel 1782.

## Rappresentazione in tempi moderni e registrazione
La contadina in corte fu messa in scena per la prima volta in tempi moderni il 17 dicembre 1991 al Teatro Civico di Sassari. L'Orchestra Sinfonica di Sassari fu diretta da Gabriele Catalucci. Il cast era composto da Cinzia Forte (Sandrina), Susanna Rigacci (Tancia), Ernesto Palacio (Ruggiero) e Giorgio Gatti (Berto).